# 林泓育
林泓育（1986年3月21日—），為台灣職業棒球選手，目前效力於中華職棒樂天桃猿，守備位置為捕手，並常以指定打擊的身分上場。

## 早年
林泓育家鄉位於臺南市，父親為台灣體院出身棒球選手。為接受正式棒球訓練，他被送到善化國小，啟蒙教練為王子燦。少棒期間，由於不擅其他守備位置，方被安排擔任捕手。他曾轉學，因當時的規定，使其就讀民德國中期間無法出賽。在父親的引薦下，他進入南英商工，受陳献榮的指導。青棒時期，他為球隊主力捕手，並以其打擊能力受到關注。
- 文化大學（美孚巨人）棒球隊

## 職棒生涯
林泓育參加2008年中華職棒選秀會，於第三輪第11順位由La new熊指名。
經過2009年代訓後，2010年1月18日以簽約金400萬、月薪10萬正式加盟La New熊，簽約金額為La New熊隊隊史上最高紀錄。2011年球季，奪得全壘打王與打點王，並獲選為年度MVP，也因此於隔年獲得四年1188萬之複數年合約，逐年月薪分別是20、22、26、31萬，是當時最年輕、最快速取得複數年合約，也是當時捕手最大合約。
2014年球季中，由於職棒人氣回籠，球團與林泓育悄悄達成換約協議，逐年月薪為40、40、45、50、55萬，若無意外，Lamigo桃猿隊將擁有林泓育直到2018年結束。這個消息直到2015年球季結束後才被媒體批露。
雖守備位置為捕手，然近年除2016年外，蹲捕場次較少，甚至如2014年僅蹲捕出賽兩場，其他時候皆以指定打擊上場，2015年部分蹲捕場次還是洪一中總教練配合當時世界棒球12強賽中華隊總教練郭泰源（時任統一7-ELEVEn獅投手教練）的請求才安排的。值得一提的是，林泓育正好因為郭泰源的這項請求，成為洋將艾肯創造中華職棒連續八人次三振時的捕手。
2011年6月30日於桃園國際棒球場任一日總教練，對戰兄弟象隊以4:11輸球
2011年9月23日於桃園球場對戰兄弟象隊擊出雙響砲，以捕手身份單季擊出17支全壘打刷新1992年味全龍隊陳金茂所保持聯盟紀錄15支。單季22支全壘打也是中華職棒以捕手身份拿全壘打王史上第1人。
2016年6月5日於洲際球場對上義大犀牛，七局上面對倪福德敲出陽春彈，達成生涯百轟的里程碑。
2017年6月28日於桃園國際棒球場面對中信兄弟隊，10局下半由江忠城手中擊出生涯首支再見安打。
2017年8月10日於桃園國際棒球場面對統一7-ELEVEn獅隊，九局下由陳韻文手中達成千安里程碑，795場出賽為史上最快。
2018年6月16日於桃園國際棒球場面對中信兄弟隊，11局下半以代打身分由洪宸宇手中擊出生涯首支再見全壘打，是中華職棒史上第八支代打再見全壘打。
2020年10月11日於桃園國際棒球場面對富邦悍將隊，5局下從索沙手中擊出左外野方向的一壘安打，並帶有一分打點，達成生涯的第1400支安打。
2024年5月10日於樂天桃園棒球場面對統一7-ELEVEn獅，8局下從裴瑞茲手中擊出中外野方向帶有兩分打點的全壘打，達成生涯200轟；6月18日同樣於樂天桃園棒球場面對統一7-ELEVEN獅，1局下從羅昂手中擊出右外野方向帶有兩分打點的全壘打，達成生涯千分打點。

## 獲獎
- 台灣大賽冠軍：2012、2014、2015、2017、2018、2019
- 2011年底頒獎典禮，獲得職棒22年年度最有價值球員，為聯盟史上第一位獲得此獎項的捕手，該年也獲得全壘打王頭銜。
- 2011、2016年中華職棒打點王與最佳十人捕手，其中2016年於最佳十人包辦最佳指定打擊與最佳捕手兩位置獎項，為聯盟史上第一人。
- 2013-2017年中職最佳指定打擊

## 職棒生涯成績
| 年度 | 球隊       | 出賽 | 打數 | 安打 | 全壘打 | 打點 | 盜壘 | 三振 | 四死 | 壘打數 | 雙殺打 | 打擊率 | 上壘率 | 長打率 | OPS   |
| ---- | ---------- | ---- | ---- | ---- | ------ | ---- | ---- | ---- | ---- | ------ | ------ | ------ | ------ | ------ | ----- |
| 2010 | La New熊   | 105  | 380  | 115  | 8      | 66   | 1    | 62   | 15   | 165    | 14     | 0.303  | 0.337  | 0.434  | 0.771 |
| 2011 | Lamigo桃猿 | 116  | 439  | 141  | 22     | 106  | 1    | 66   | 37   | 239    | 15     | 0.321  | 0.378  | 0.544  | 0.922 |
| 2012 | Lamigo桃猿 | 64   | 234  | 69   | 6      | 51   | 0    | 35   | 15   | 105    | 8      | 0.295  | 0.359  | 0.449  | 0.808 |
| 2013 | Lamigo桃猿 | 112  | 402  | 138  | 12     | 73   | 2    | 79   | 34   | 200    | 16     | 0.343  | 0.415  | 0.498  | 0.913 |
| 2014 | Lamigo桃猿 | 102  | 387  | 121  | 16     | 60   | 0    | 61   | 20   | 189    | 18     | 0.313  | 0.372  | 0.488  | 0.860 |
| 2015 | Lamigo桃猿 | 119  | 434  | 153  | 24     | 101  | 4    | 69   | 50   | 252    | 13     | 0.353  | 0.443  | 0.581  | 1.024 |
| 2016 | Lamigo桃猿 | 106  | 418  | 167  | 23     | 108  | 0    | 66   | 34   | 278    | 8      | 0.400  | 0.458  | 0.665  | 1.123 |
| 2017 | Lamigo桃猿 | 100  | 393  | 130  | 18     | 77   | 1    | 63   | 20   | 212    | 17     | 0.331  | 0.371  | 0.539  | 0.910 |
| 2018 | Lamigo桃猿 | 87   | 271  | 93   | 6      | 49   | 0    | 45   | 15   | 135    | 8      | 0.343  | 0.399  | 0.498  | 0.897 |
| 2019 | Lamigo桃猿 | 112  | 434  | 152  | 26     | 95   | 0    | 70   | 27   | 254    | 11     | 0.350  | 0.421  | 0.585  | 1.006 |
| 2020 | 樂天桃猿   | 105  | 397  | 124  | 13     | 70   | 1    | 81   | 12   | 185    | 10     | 0.312  | 0.349  | 0.466  | 0.815 |
| 2021 | 樂天桃猿   | 107  | 386  | 114  | 14     | 59   | 1    | 62   | 27   | 192    | 15     | 0.295  | 0.354  | 0.497  | 0.851 |
| 2022 | 樂天桃猿   | 91   | 310  | 80   | 8      | 37   | 0    | 74   | 18   | 124    | 8      | 0.258  | 0.309  | 0.400  | 0.709 |
| 2023 | 樂天桃猿   | 79   | 198  | 58   | 2      | 31   | 0    | 48   | 19   | 77     | 9      | 0.293  | 0.353  | 0.389  | 0.742 |
| 2024 | 樂天桃猿   | 95   | 335  | 103  | 9      | 61   | 2    | 51   | 35   | 148    | 9      | 0.307  | 0.370  | 0.442  | 0.812 |
| 合計 | 15年       | 1500 | 5419 | 1758 | 207    | 1044 | 13   | 932  | 555  | 2755   | 179    | 0.324  | 0.383  | 0.508  | 0.891 |

## 私人生活
林泓育2009年結識La new熊啦啦隊鼓手黃仲君（綽號「多多」）。兩人2012年4月9日結婚，於2013年6月28日迎來一子。
林泓育2017年11月22日被《鏡週刊》報導發生婚外情；當日，夫妻發表共同聲明駁斥，並揚言提告。《鏡週刊》11月29日進一步公開私訊對話，並指稱婚外情對象為女大學生。12月1日，他表達已採取法律行動。2021年1月27日，《鏡週刊》報導兩人已於2020年離婚；此消息獲球團證實。

## 外部連結
- 林泓育在台灣棒球維基館上的頁面（繁體中文）
- 林泓育在中華職棒官網
- 林泓育在Baseball-Reference.com（小聯盟以及海外聯盟）（英语）
- 林泓育在The Baseball Cube（英语）
- 林泓育的Facebook專頁
- 林泓育的Instagram帳戶

| 獎項                 | 獎項                                          | 獎項                        |
| -------------------- | --------------------------------------------- | --------------------------- |
| 前任： 張泰山        | 中華職棒最佳十人獎(指定打擊) 2013-2017年      | 繼任： 胡金龍               |
| 前任： 彭政閔        | 中華職棒年度最有價值球員 2011年               | 繼任： 周思齊               |
| 前任： 鄭達鴻 陳重羽 | 中華職棒最佳十人獎(捕手) 2011年 2016年 2019年 | 繼任： 高志綱 方克偉 廖健富 |
| 前任： 陳家駒        | 中華職棒金手套獎(捕手) 2016年                 | 繼任： 方克偉               |
| 前任： 林智勝        | 中華職棒全壘打王 2011年                       | 繼任： 林智勝               |
| 前任： 林智勝 林益全 | 中華職棒打點王 2011年 2016年                  | 繼任： 張泰山 王柏融        |
| 前任： 張建銘        | 台灣大賽優秀球員獎（敗方） 2011年             | 繼任： 潘威倫               |
| 前任： 林承飛        | 台灣大賽優秀球員獎（勝方） 2018年             | 繼任： 王躍霖               |